# 伯德·米勒
伯德·米勒（英語：Bode Miller，/ˈboʊdiː/，1977年10月12日—），美國高山滑雪世界盃運動員。他在世界盃奪得33個冠軍，使他被稱為世界盃最佳運動員之一，他也成為五位在五個項目都奪冠的運動員之一。
2018年6月9日，米勒的19個月大女兒在南加州橙縣鄰居的泳池遇溺，6月10日不治。米勒另有3個孩子。

## 外部連結
- 伯德·米勒在國際滑雪總會
- FIS-ski.com – World Cup season standings – Bode Miller
- Ski-db.com（页面存档备份，存于） – results – Bode Miller
- Sports-Reference.com（页面存档备份，存于） – Olympic results – Bode Miller
- U.S. Ski Team（页面存档备份，存于） – profile – Bode Miller
- Head Skis（页面存档备份，存于） – teams – Bode Miller
- Bode Miller在互联网电影资料库（IMDb）上的資料（英文）
- Bode Miller Race Photos（页面存档备份，存于） – Zimbio high-res photos of Bode Miller
- 伯德·米勒的X（前Twitter）

### 影像
- "Miller Trades Technique for High Speed"[永久] – NewYorkTimes.com
- "Interviews, race footage and TV commercials"（页面存档备份，存于） – BroadbandSports.com